# 群馬県道171号吉井安中線
群馬県道171号吉井安中線（ぐんまけんどう171ごう よしいあんなかせん）は、群馬県高崎市吉井町長根から同県安中市中宿を結ぶ県道である。

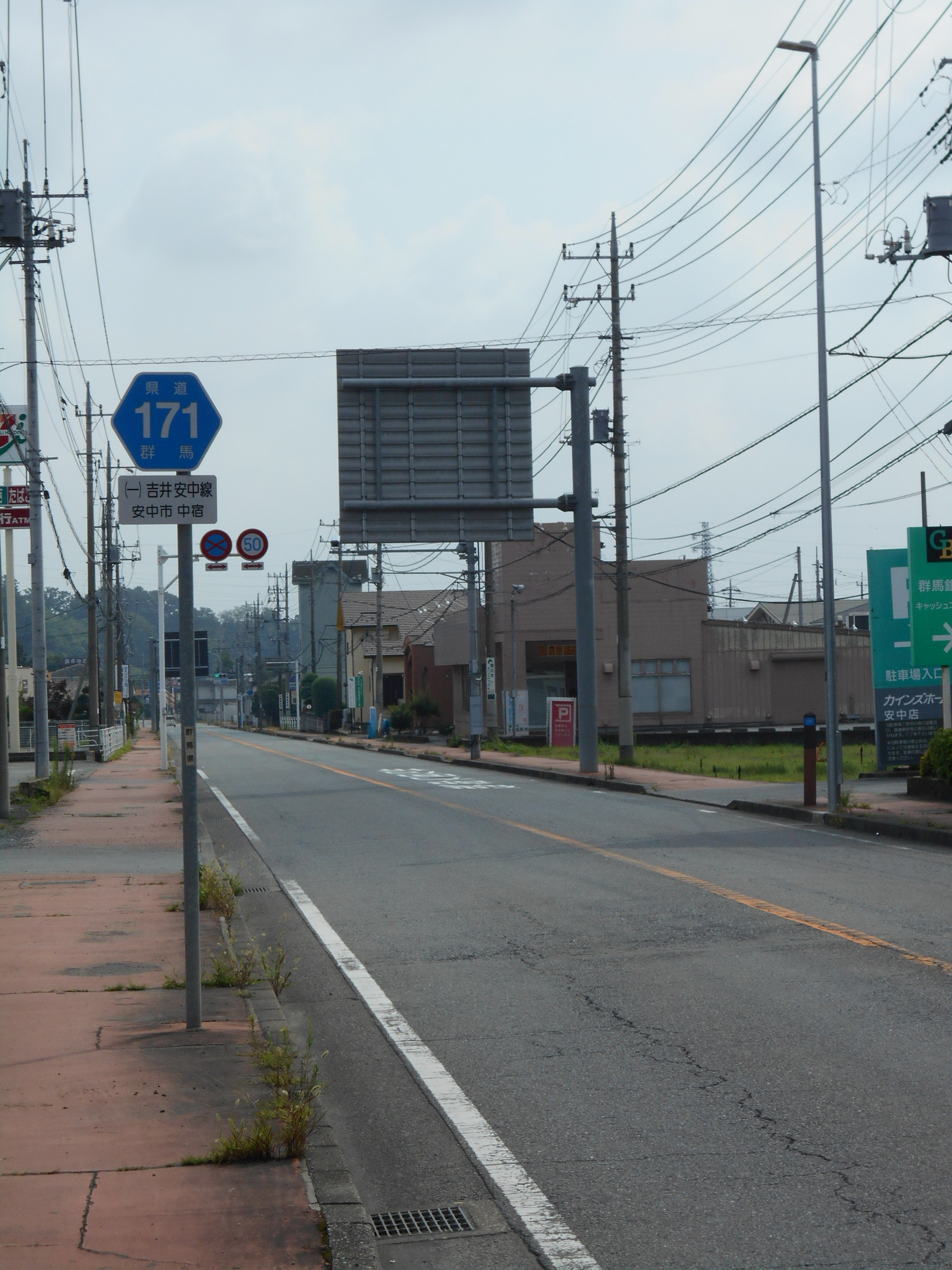

## 概要
高崎市吉井町上奥平の区間を群馬県道49号藤木高崎線、安中市野殿から同市板鼻までの区間を群馬県道10号前橋安中富岡線と重複する。また、安中市板鼻の一部区間は国道18号高崎安中拡幅が供用される以前に国道18号に指定されていた旧道である。
- 起点：群馬県高崎市吉井町長根（国道254号交点〈白井交差点〉）[注釈 1]
- 終点：群馬県安中市中宿（国道18号交点〈安中駅入口交差点〉）[注釈 2]

## 歴史
- 1959年（昭和34年）9月18日：群馬県より現・道路法に基づき、県道吉井安中線（多野郡吉井町 - 安中市大字中宿、整理番号185）が路線認定される[1]。
  - 同日、前身路線にあたる旧・県道吉井安中線（多野郡吉井町 - 安中市、整理番号145）が路線廃止される[2]。

## 路線状況

### 重複区間
- 群馬県道200号後賀山名停車場線（高崎市吉井町岩崎 - 高崎市吉井町下奥平）
- 群馬県道49号藤木高崎線（高崎市吉井町上奥平）
- 群馬県道10号前橋安中富岡線（安中市野殿〈大谷入口交差点〉 - 同市板鼻〈板鼻宿交差点〉）
- 群馬県道26号高崎安中渋川線（安中市板鼻〈板鼻宿交差点〉 - 同〈板鼻交差点〉）

### 道路施設
- 鷹之巣橋（碓氷川、安中市板鼻 - 同市中宿）

## 地理

### 通過する自治体
- 群馬県
  - 安中市 - 高崎市

### 交差する道路
- 国道254号:起点
- 群馬県道200号後賀山名停車場線:高崎市吉井町小棚・同市吉井町下奥平
- 群馬県道203号金井高崎線:高崎市吉井町上奥平
- 群馬県道49号藤木高崎線:高崎市吉井町上奥平（重複）
- 群馬県道10号前橋安中富岡線:安中市野殿 - 同市板鼻（重複）
- 群馬県道26号高崎安中渋川線:安中市板鼻
- 国道18号（高崎安中拡幅）:終点